# 紅色藥丸與藍色藥丸

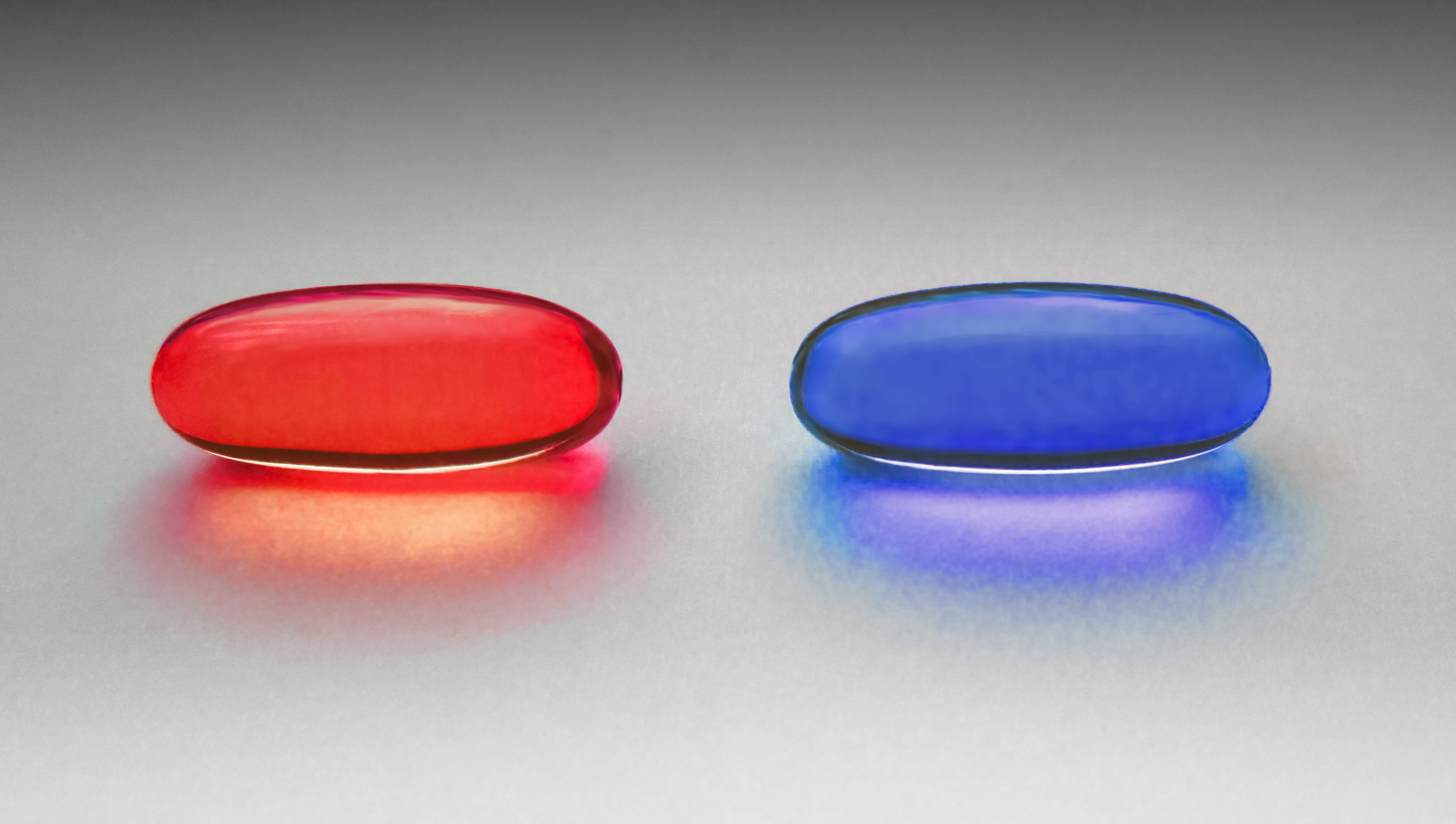
一顆紅色藥丸與一顆藍色藥丸

紅色藥丸與藍色藥丸（英語：red pill and blue pill）是一個出自電影《駭客任務》的迷因，象征着在将會揭示令人感到不安的真相和殘酷現實的「紅色藥丸」與保持愚昧無知并繼續平凡生活的「藍色藥丸」之間做出選擇。

## 起源
在中，反叛軍領袖Morpheus向主角Neo提供了紅色藥丸和藍色藥丸之間的選擇。紅色藥丸代表著不確定的未來，它將使他擺脫母體產生的虛擬現實的奴役控制，並讓他逃脫進入現實世界，但生活在「現實真相」中則更加艱鉅和困難；另一方面，藍色藥丸代表一處美麗的監獄，它將使他回到無知，在母體的模擬現實中毫無拘束地生活在舒適的夢境之中，而最終Neo選擇了紅色藥丸。

## 作為政治隱喻
此後，紅色和藍色藥丸的概念在美國被廣泛用作政治隱喻，尤其是在網路仇恨文化中，「服用紅色藥丸」或「紅色藥丸」意味著由主流媒體所操控的「民意」中醒覺起來，從而獲得獨立於固有政治偏見的見解；而「服用藍色藥丸」或「藍色藥丸」意味著毫無保留地繼續接受這些「偏見」。這些「偏見」可以包括對全球暖化、猶太主義、白人至上主義等議題的通常看法。